# Toro Rosso STR6
Chronologie des modèles (2011)
Toro Rosso STR5 Toro Rosso STR7
La Toro Rosso STR6 est la monoplace de Formule 1 engagée par la Scuderia Toro Rosso dans le cadre du championnat du monde de Formule 1 2011. Présentée le 1er février 2011 sur le circuit de Valence, elle débutera en championnat le 27 mars 2011 au Grand Prix d’Australie, pilotée par le Suisse Sébastien Buemi et l’Espagnol Jaime Alguersuari.
Conçue par l’ingénieur italien Giorgio Ascanelli, directeur technique de l’écurie Toro Rosso, la STR6 se distingue de sa devancière en adoptant un double plancher, principe aérodynamique aperçu pour la première fois durant le championnat 1992 sur la Ferrari F92A, destiné à améliorer l’efficacité du diffuseur et de l’aileron arrière de la monoplace. Elle en conserve en revanche le moteur V8 Ferrari Type 056 qui propulse également les Ferrari 150° Italia et Sauber C30.
Durant la saison, Alguersuari réalise le meilleur résultat en qualification avec une 6e place au Grand Prix de Belgique et le meilleur résultat en course avec deux 7e place aux Grands Prix d'Italie et de Corée. Buemi et Alguersuari marquent à eux deux 41 points, ce qui classe Toro Rosso à la 8e position du classement du championnat du monde des constructeurs.

## Design
Le règlement du championnat de Formule 1 de l'année 2011 interdit l’utilisation d’un double diffuseur soufflé, ainsi sur la saison,  les monoplaces sont "privées" d’environ 15 % d’appui aérodynamique sur l’essieu arrière. Pour compenser cette perte, la Scuderia Toro Rosso remet au goût du jour l’idée du double plancher (utilisé par Ferrari en 1992 sur la F92A,), en optant pour des pontons profilés et « rehaussés » au-dessus du fond plat. Un flux d’air « propre » circule ainsi en dessous du ponton, accéléré par le profil ailaire de la base du ponton, en direction du diffuseur et de l’aileron arrière inférieur où il se combine avec les gaz d’échappement,,. Ce principe nécessite en revanche quelques compromis en termes d’exigences en refroidissement des pontons, ces derniers étant globalement de tailles restreintes, ainsi qu’en hauteur de centre de gravité puisque les pontons sont relevés d’environ 10 à 15 cm.

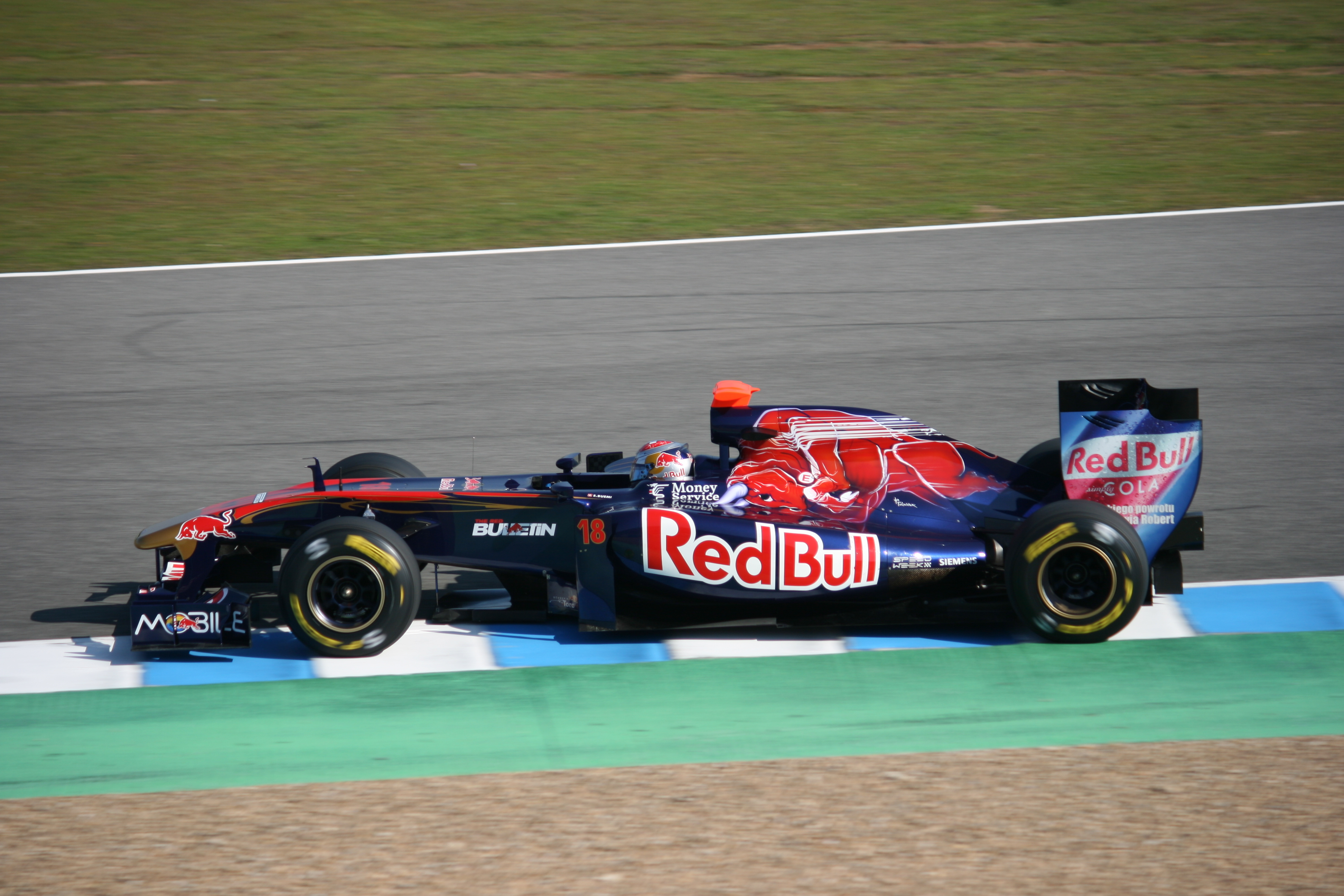
Les pontons adoptent un profil ailaire.

## Bilan de la saison 2011

### Statistiques
| Départs en Grands Prix - 19 pour Sébastien Buemi - 19 pour Jaime Alguersuari Abandons - 5 pour Sébastien Buemi - 3 pour Jaime Alguersuari Victoires - 0 pour Sébastien Buemi - 0 pour Jaime Alguersuari | Podiums - 0 pour Sébastien Buemi - 0 pour Jaime Alguersuari Meilleurs résultats en qualification - 0 pole position pour Sébastien Buemi - 0 pole position pour Jaime Alguersuari Meilleurs tours en course - 0 meilleur tour en course pour Sébastien Buemi - 0 meilleur tour en course pour Jaime Alguersuari | Points inscrits - 41 points pour Scuderia Toro Rosso - 15 points pour Sébastien Buemi - 26 point pour Jaime Alguersuari Classements aux championnats du monde - Scuderia Toro Rosso : 8e - Sébastien Buemi : 15e - Jaime Alguersuari : 14e |

### Résultats en championnat du monde de Formule 1
| Saison | Écurie              | Moteur              | Pneus   | Pilotes           | Courses | Courses | Courses | Courses | Courses | Courses | Courses | Courses | Courses | Courses | Courses | Courses | Courses | Courses | Courses | Courses | Courses | Courses | Courses | Points inscrits | Classement |
| Saison | Écurie              | Moteur              | Pneus   | Pilotes           | 1       | 2       | 3       | 4       | 5       | 6       | 7       | 8       | 9       | 10      | 11      | 12      | 13      | 14      | 15      | 16      | 17      | 18      | 19      | Points inscrits | Classement |
| ------ | ------------------- | ------------------- | ------- | ----------------- | ------- | ------- | ------- | ------- | ------- | ------- | ------- | ------- | ------- | ------- | ------- | ------- | ------- | ------- | ------- | ------- | ------- | ------- | ------- | --------------- | ---------- |
| 2011   | Scuderia Toro Rosso | Ferrari V8 Type 056 | Pirelli |                   | AUS     | MAL     | CHI     | TUR     | ESP     | MON     | CAN     | EUR     | GBR     | ALL     | HON     | BEL     | ITA     | SIN     | JAP     | COR     | IND     | ABU     | BRÉ     | 41              | 8e         |
| 2011   | Scuderia Toro Rosso | Ferrari V8 Type 056 | Pirelli | Sébastien Buemi   | 8e      | 13e     | 14e     | 9e      | 14e     | 10e     | 10e     | 13e     | Abd     | 15e     | 8e      | Abd     | 10e     | 12e     | Abd     | 9e      | Abd     | Abd     | 12e     | 41              | 8e         |
| 2011   | Scuderia Toro Rosso | Ferrari V8 Type 056 | Pirelli | Jaime Alguersuari | 11e     | 14e     | Abd     | 16e     | 16e     | Abd     | 8e      | 8e      | 10e     | 12e     | 10e     | Abd     | 7e      | Abd     | 15e     | 7e      | 8e      | 15e     | 11e     | 41              | 8e         |

Légende : ici